# 윤삼륙
윤삼륙(尹三六, 윤삼육, 1937년 5월 25일 ~ 2020년 7월 2일)은 대한민국의 영화 시나리오 각본 작가 겸 영화감독이다. 
아명(兒名)은 윤태영(尹泰榮)이다.

## 학력
- 서울고등학교
- 연세대학교 국어국문학과 학사

## 이력
일제강점기 조선 시대 말기와 대한민국의 영화 배우 겸 영화 감독 및 독립유공자 금원 윤봉춘(琴園 尹逢春)의 2남 4녀(6남매) 가운데 장남이자 셋째인 그는 연극배우로부터 첫 출발을 하여 기타 연주자, 피아노 연주자, 색소폰 연주자, 영화 감독, 영화 윤색작가, 영화 각본가, 영화 각색가, 소설가, 영화 영화 음악 감독, 기업가, 대학 강사, 대학 교수 등의 분야를 두루 활약하였다.

## 소속
- 삼육필름 사장 겸 삼육영화사 사장
- 단국대학교 초빙교수
- 서울예술전문대학 전임강사

## 생애

### 출생
본관(관향)은 파평(坡平)이며 일제 강점기 경성부 출생이다.

### 말년
1999년 뇌졸중과 2012년 뇌경색으로 투병하였다가 2020년 7월 2일 오랜 투병 끝에 숙환으로 사망하였다.

### 주요 경력
- 1966년 영화 《그늘진 삼남매》로 영화 시나리오 각본가 데뷔
- 1964년 기타리스트 데뷔
- 1965년 영화 《태조 이성계》로 영화 윤색작가 데뷔
- 1966년 영화 《그늘진 삼남매》로 영화 시나리오 각본가 데뷔
- 1983년 영화 《참새와 허수아비》를 각본, 이 영화로 영화 감독 데뷔. 각색가 데뷔
- 1968년 색소포니스트 데뷔
- 1969년 영화 《노래하는 박람회》로 영화 각색가 데뷔
- 1970년 소설가 데뷔
- 1977년 영화 《쌍룡비객》을 각본, 이 영화로 영화 영화 음악 감독 데뷔.
- 1983년 영화 《참새와 허수아비》를 각본, 이 영화로 영화 감독 데뷔.

## 가족 관계
- 그는 영화배우 겸 영화감독 및 독립운동가 윤봉춘의 슬하 2남 4녀(6남매) 가운데 장남(첫째아들)이자 셋째이고 배우 윤소정의 오빠이며 배우 오현경의 손윗처남이다.
- 그의 첫째 여동생 윤태옥(Carol Juratovac)은 네덜란드 남성 Charly Juratovav과 결혼하여 네덜란드 시민권을 취득하였다.
- 그의 넷째 여동생 윤태희(Yoon Bush)는 미국 남성 Larry Bush와 결혼하여 미국 시민권을 취득하였다.

### 친척
- Charly Juratovav(매제)
- Rirel Juratovac(생질)
- Nicole Juratovac(생질녀)
- 류우현(매제)
- 류제향(생질녀)
- 류제순(생질녀)
- 류제령(생질녀)
- 오현경(매제)
- 오지혜(생질녀)
- 이영은(생질서)
- 오세호(생질)
- Larry Bush(매제)
- April Lillis(생질녀)
- Esaiah Howes(진외종손자)

## 작품

### 영화 각색작
- 1965년 영화 《태조 이성계》

### 영화 각본작
- 1966년 영화 《그늘진 삼남매》
- 1974년 영화 《흑나비》
- 1977년 영화 《쌍룡비객》
- 1980년 영화 《피막》
- 1984년 영화 《사약》
- 1987년 영화 《아다다》
- 1994년 영화 《살어리랏다》

### 영화 각색작
- 1969년 영화 《노래하는 박람회》
- 1983년 영화 《참새와 허수아비》

### 영화 감독작
- 1983년 영화 《참새와 허수아비》

### 소설
- 1970년 《소장수》 ... (이 소설 작품을 원작으로 1972년에 동명 영화가 만들어짐.)

## 수상 내역
- 1970년 제7회 청룡영화상 신인 시나리오상 《소문난 잔치》
- 1973년 제10회 청룡영화상 각본상 《나와 나》
- 1981년 제3회 영화인협회 시나리오대상 《피막》
- 1981년 제2회 한국영화평론가협회상 각본상 《피막》
- 1985년 제5회 한국영화평론가협회상 각본상 《사약》
- 1985년 제7회 영화인협회 시나리오대상 《사약》
- 1985년 제24회 대종상 특별상 각색부문 《뽕》
- 1990년 제28회 대종상 각본상 《코리안 커넥션》
- 1993년 제31회 대종상 각본상 《살어리랏다》
- 1994년 제14회 한국영화평론가협회상 각본상 《살어리랏다》
- 2016년 제53회 대종상 공로상